# Breisgau (Fernsehreihe)
Breisgau ist eine deutsche Fernsehfilmreihe, die seit 2021 von Hager Moss Film GmbH in Zusammenarbeit mit dem ZDF produziert wird. Die Dreharbeiten finden unter anderem in Freiburg im Breisgau und München und Umgebung statt. Die Hauptrollen spielen Katharina Nesytowa, Joscha Kiefer und Johanna Gastdorf.

## Handlung
Die aus Rostock stammende Kriminalhauptkommissarin Tanja Wilken beginnt ihren Dienst in der Mordkommission in Freiburg im Breisgau. 
Dort trifft sie auf eine Reihe von verwandten Polizisten, darunter ihren Ermittlungspartner Dennis Danzeisen, dessen Tante, die Revierleiterin Dorothea Danzeisen, Rechtsmediziner Dominik Danzeisen, Polizeimeister David Danzeisen, Polizeimeisterin Diana Gruber, geborene Danzeisen und Phantombildzeichnerin Doreen Danzeisen. 
Vom Compliance-Beauftragten Heinz Löwe wird Wilken vor den eigenwilligen Strukturen im Revier gewarnt. Tanja Wilkens hegt daher Misstrauen gegen ihren Partner Dennis Danzeisen und dessen Familie.

## Folgen
| Folge | Titel            | Erstausstrahlung DE | Einschaltquote        | Regie              | Drehbuch                            |
| ----- | ---------------- | ------------------- | --------------------- | ------------------ | ----------------------------------- |
| 1     | Bullenstall      | 20. Okt. 2021       | 7,27 Mio. (26,2 % MA) | Thomas Jauch       | Andreas Heckmann, Michael Vershinin |
| 2     | Nehmen und Geben | 6. Apr. 2022        | 5,68 Mio. (20,3 % MA) | Thomas Durchschlag | Andreas Heckmann, Michael Vershinin |

## Rezeption
Volker Bergmeister meinte auf tittelbach.tv, dass die Krimireihe mehr auf Spaß als auf Spannung setze und eher zur Kategorie Schmunzelkrimi gehöre. Im Mittelpunkt stünden die Figuren, die Konstellation und die Region; die Story sei eher Beiwerk.
Harald Keller schrieb in der Frankfurter Rundschau, die Konstellation, dass die Ermittlerin dauerhaft Zweifel an der Ehrenhaftigkeit der übrigen Belegschaft hege, sei ein origineller Entwurf und sorge für anhaltende Spannung. Der Handlung werde eine gute Portion Witz beigemischt, die den Unterhaltungsfaktor hebe, ohne in Zynismus abzugleiten.